# Fusil contra fusil
Fusil contra fusil é uma música escrita e gravada por Silvio Rodríguez em 1968, como um tributo a Ernesto Che Guevara, que morreu em 1967.